# Saif Saaeed Shaheen
Saif Saaeed Shaheen (arab. سيف سعيد شاهين Saif Said Szahin) pierwotnie Stephen Cherono (ur. 15 października 1982 w Kenii) – lekkoatleta kenijski, od 2002 reprezentant Kataru. Specjalizuje się w biegu na 3000 m z przeszkodami.
Należał do niego rekord świata na 3000 m z przeszkodami; wynik 7:53,63 ustanowił 3 września 2004 w Brukseli (wynik ten przetrwał do 9 czerwca 2023). W 2004 nie wystąpił na igrzyskach olimpijskich w Atenach, gdyż kenijska federacja nie zgodziła się na jego start w nowych barwach przed upływem 3 lat od zmiany obywatelstwa.
W 2003 i 2005 na mistrzostwach świata zdobywał w swojej specjalności złote medale; start w tej imprezie nie wymaga równie długiej karencji. W 2006 zdobył srebrny medal w biegu na 3000 m (bez przeszkód) na halowych mistrzostwach świata w Moskwie.